# Tour de France 2012/8. Etappe
Die 8. Etappe der Tour de France 2012 fand am 8. Juli 2012 statt. Sie war 157,5 Kilometer lang und führte von Belfort nach Porrentruy in der Schweiz. Im Jura mussten sieben Bergwertungen bewältigt werden, davon je eine der 4. und 3. Kategorie, vier der 2. Kategorie und eine der 1. Kategorie. Es gingen noch 181 von 198 Fahrern an den Start.

## Teilnehmende Teams
- BMC Racing Team (BMC)
- RadioShack-Nissan (RNT)
- Team Europcar (EUC)
- Euskaltel-Euskadi (EUS)
- Lampre-ISD (LAM)
- Liquigas-Cannondale (LIQ)
- Garmin-Sharp (GRS)
- AG2R La Mondiale (ALM)
- Cofidis, le Crédit en Ligne (COF)
- Saur-Sojasun (SAU)
- Sky ProCycling (SKY)
- Lotto Belisol Team (LTS)
- Vacansoleil-DCM (VCD)
- Katusha Team (KAT)
- FDJ-Big Mat (FDJ)
- Rabobank Cycling Team (TLJ)
- Movistar (MOV)
- Team Saxo Bank-Tinkoff Bank (STB)
- Astana Pro Team (AST)
- Omega Pharma-Quick Step (OPQ)
- Orica GreenEdge (OGE)
- Team Argos-Shimano (TGA)

## Strecke
Die Strecke wies ein sehr hügeliges Profil auf. Sie führte in südlicher, östlicher und schließlich in nordwestlicher Richtung durch das Territoire de Belfort und das Département Doubs sowie durch die Schweizer Kantone Jura und Bern. Über Sochaux (320 m) gelangten die Fahrer in den französischen Teil des Juras. Dort standen drei Bergwertungen auf dem Programm, nämlich Bondeval (499 m), Passage de la Douleur (806 m) und Maison-Rouge (784 m). In Goumois (493 m) wurde der Doubs überquert, der die Grenze zur Schweiz bildet.
Auf Schweizer Boden ging es zunächst vom Tal des Doubs steil hinauf nach Saignelégier (979 m), einer weiteren Bergwertung. Kurz darauf folgte in Le Bémont die Verpflegungsstelle. Nach der Passage von Glovelier (515 m) und der Bergwertung in Saulcy (928 m) wurde in Les Genevez (1046 m) der Zwischensprint ausgetragen. Weiter ging es über Undervelier (536 m) zurück nach Glovelier. Über die Côte de la Caquerelle (834 m) wurde Saint-Ursanne (440 m) erreicht. Die Steigung von dort bis zur letzten Bergwertung, dem Col de la Croix (789) war bis zu 17 % steil. Zunächst steil abfallend, dann auf weitgehend flachem Terrain erreichten die Fahrer schließlich das Ziel in Porrentruy (434 m).

## Rennverlauf
Nach fünf Kilometern setzte sich eine zehnköpfige Gruppe vom Feld ab. Jens Voigt konnte sich leicht absetzen und gewann die erste Bergwertung, während sich hinter ihm eine neue 22-köpfige Gruppe bildete. Auch die zweite Bergwertung entschied Voigt für sich. Mehrere Fahrer schlossen zu ihm auf; die Zusammensetzung der Spitzengruppe änderte sich laufend und das Feld lag weniger als eine halbe Minute zurück. Am Anstieg zur Côte de Maison Rouge setzte sich Blel Kadri leicht ab und kam als erster an der dritten Bergwertung an. In der Abfahrt bildete sich eine 20-köpfige Spitzengruppe mit rund 20 Sekunden Vorsprung auf das Feld.
Nach der Überquerung der Grenze setzte sich Jérémy Roy ab und entschied knapp vor Fredrik Kessiakoff die Bergwertung in Saignelégier für sich. Der Vorsprung auf die Verfolgergruppe betrug zu diesem Zeitpunkt 1 Minute, auf das Feld 3:20 Minuten. Roy fiel zurück, während Kessiakoff solo die Côte de Saulcy erreichte. Beim Zwischensprint in Les Genevez lag der Schwede bereits über eine Minute voraus, ebenso an der Côte de Caquerelle.
Am steilen Anstieg zum Col de la Croix begann Kessiakoffs Vorsprung deutlich kleiner zu werden. Davon profitierte Thibaut Pinot, der den Abstand kontinuierlich verringerte und den Schweden schließlich kurz vor der Passhöhe überholte. Gleichwohl konnte Kessiakoff mit dem zweiten Platz bei dieser Wertung die Führung im Bergpreisklassement übernehmen. Hinter ihnen bildete sich eine Verfolgergruppe mit neun Fahrern, unter ihnen Cadel Evans, Bradley Wiggins, Vincenzo Nibali, Denis Menschow und Fränk Schleck. Auf den letzten flachen Kilometern ließ sich Kessiakoff von der Verfolgergruppe überholen. Mit rund einer halben Minute Vorsprung gewann Pinot, der jüngste Fahrer der diesjährigen Tour, solo die Etappe.

## Bergwertungen
| Côte de Bondeval Kategorie 4 nach 20 km auf 499 m 4,4 km bei 3,9 % |             |                  |        |
| 1.                                                                 | Deutschland | Jens Voigt (RNT) | 1 Pkt. |

| Côte du Passage de la Douleur Kategorie 3 nach 32,0 km auf 806 m 3,8 km bei 6,4 % |             |                            |        |
| 1.                                                                                | Deutschland | Jens Voigt (RNT)           | 2 Pkt. |
| 2.                                                                                | Danemark    | Chris Anker Sørensen (STB) | 1 Pkt. |

| Côte de Maison-Rouge Kategorie 2 nach 50 km auf 784 m 7,9 km bei 5,0 % |             |                            |        |
| 1.                                                                     | Frankreich  | Blel Kadri (ALM)           | 5 Pkt. |
| 2.                                                                     | Frankreich  | David Moncoutié (COF)      | 3 Pkt. |
| 3.                                                                     | Danemark    | Chris Anker Sørensen (STB) | 2 Pkt. |
| 4.                                                                     | Deutschland | Jens Voigt (RNT)           | 1 Pkt. |

| Côte de Saignelégier Kategorie 2 nach 73 km auf 979 m ü. M. 7,8 km bei 6,1 % |             |                          |        |
| 1.                                                                           | Frankreich  | Jérémy Roy (FDJ)         | 5 Pkt. |
| 2.                                                                           | Schweden    | Fredrik Kessiakoff (AST) | 3 Pkt. |
| 3.                                                                           | Niederlande | Johnny Hoogerland (VCD)  | 2 Pkt. |
| 4.                                                                           | Niederlande | Laurens ten Dam (RAB)    | 1 Pkt. |

| Côte de Saulcy Kategorie 2 nach 97 km auf 928 m ü. M. 4,6 km bei 8,6 % |             |                          |        |
| 1.                                                                     | Schweden    | Fredrik Kessiakoff (AST) | 5 Pkt. |
| 2.                                                                     | Frankreich  | Thibaut Pinot (FDJ)      | 3 Pkt. |
| 3.                                                                     | Frankreich  | Christophe Kern (EUC)    | 2 Pkt. |
| 4.                                                                     | Niederlande | Steven Kruijswijk (RAB)  | 1 Pkt. |

| Côte de la Caquerelle Kategorie 2 nach 130,5 km auf 834 m ü. M. 4,3 km bei 7,6 % |            |                            |        |
| 1.                                                                               | Schweden   | Fredrik Kessiakoff (AST)   | 5 Pkt. |
| 2.                                                                               | Frankreich | Thibaut Pinot (FDJ)        | 3 Pkt. |
| 3.                                                                               | Frankreich | Tony Gallopin (RNT)        | 2 Pkt. |
| 4.                                                                               | Danemark   | Chris Anker Sørensen (STB) | 1 Pkt. |

| Col de la Croix Kategorie 1 nach 141,5 km auf 789 m ü. M. 3,7 km bei 9,2 % |            |                             |         |
| 1.                                                                         | Frankreich | Thibaut Pinot (FDJ)         | 10 Pkt. |
| 2.                                                                         | Schweden   | Fredrik Kessiakoff (AST)    | 8 Pkt.  |
| 3.                                                                         | Frankreich | Tony Gallopin (RNT)         | 6 Pkt.  |
| 4.                                                                         | Belgien    | Jurgen Van Den Broeck (LTB) | 4 Pkt.  |
| 5.                                                                         | Australien | Cadel Evans (BMC)           | 2 Pkt.  |
| 6.                                                                         | Italien    | Vincenzo Nibali (LIQ)       | 1 Pkt.  |

## Punktewertungen
| Zwischensprint in Les Genevez nach 107 km auf 1046 m ü. M. |             |                            |         |
| 1.                                                         | Schweden    | Fredrik Kessiakoff (AST)   | 20 Pkt. |
| 2.                                                         | Frankreich  | Jérémy Roy (FDJ)           | 17 Pkt. |
| 3.                                                         | Niederlande | Laurens ten Dam (RAB)      | 15 Pkt. |
| 4.                                                         | Frankreich  | Thibaut Pinot (FDJ)        | 13 Pkt. |
| 5.                                                         | Belgien     | Kevin de Weert (OPQ)       | 11 Pkt. |
| 6.                                                         | Frankreich  | Tony Gallopin (RNT)        | 10 Pkt. |
| 7.                                                         | Frankreich  | David Moncoutié (COF)      | 9 Pkt.  |
| 8.                                                         | Frankreich  | Christophe Kern (EUC)      | 8 Pkt.  |
| 9.                                                         | Kroatien    | Robert Kišerlovski (AST)   | 7 Pkt.  |
| 10.                                                        | Niederlande | Bauke Mollema (RAB)        | 6 Pkt.  |
| 11.                                                        | Danemark    | Chris Anker Sørensen (STB) | 5 Pkt.  |
| 12.                                                        | Niederlande | Steven Kruijswijk (RAB)    | 4 Pkt.  |
| 13.                                                        | Frankreich  | Blel Kadri (ALM)           | 3 Pkt.  |
| 14.                                                        | Niederlande | Johnny Hoogerland (VCD)    | 2 Pkt.  |
| 15.                                                        | Deutschland | Dominik Nerz (LIQ)         | 1 Pkt.  |

| Zielsprint in Porrentruy nach 157,5 km auf 434 m ü. M. |                        |                             |         |
| 1.                                                     | Frankreich             | Thibaut Pinot (FDJ)         | 30 Pkt. |
| 2.                                                     | Australien             | Cadel Evans (BMC)           | 25 Pkt. |
| 3.                                                     | Frankreich             | Tony Gallopin (RNT)         | 22 Pkt. |
| 4.                                                     | Vereinigtes Konigreich | Bradley Wiggins (SKY)       | 19 Pkt. |
| 5.                                                     | Italien                | Vincenzo Nibali (LIQ)       | 17 Pkt. |
| 6.                                                     | Belgien                | Jurgen Van Den Broeck (LTB) | 15 Pkt. |
| 7.                                                     | Vereinigtes Konigreich | Chris Froome (SKY)          | 13 Pkt. |
| 8.                                                     | Russland               | Denis Menschow (KAT)        | 11 Pkt. |
| 9.                                                     | Spanien                | Haimar Zubeldia (RNT)       | 9 Pkt.  |
| 10.                                                    | Luxemburg              | Fränk Schleck (RNT)         | 7 Pkt.  |
| 11.                                                    | Vereinigte Staaten     | Christopher Horner (RNT)    | 6 Pkt.  |
| 12.                                                    | Schweden               | Fredrik Kessiakoff (AST)    | 5 Pkt.  |
| 13.                                                    | Irland                 | Nicolas Roche (ALM)         | 4 Pkt.  |
| 14.                                                    | Danemark               | Chris Anker Sørensen (STB)  | 3 Pkt.  |
| 15.                                                    | Belgien                | Maxime Monfort (RNT)        | 2 Pkt.  |

## Aufgaben
- 031 –  Samuel Sánchez (Euskaltel-Euskadi): Aufgabe während der Etappe nach einem Sturz.
- 039 –  Gorka Verdugo (Euskaltel-Euskadi): Aufgabe während der Etappe.
- 214 –  Johannes Fröhlinger (Team Argos-Shimano): Nicht zur Etappe angetreten.